# David McCants
David McCants (* 20. August 1987 in Northport, Alabama) ist ein US-amerikanischer American-Football-Spieler auf der Position des Runningbacks. Nach seiner Ausbildung in den Vereinigten Staaten verfolgte er eine professionelle Karriere in Deutschland mit Stationen in Berlin, Hamburg, Düsseldorf, Leipzig und Braunschweig.

## Karriere
McCants war auf der University of North Alabama und spielte dort bei den North Alabama Lions. Ein Jahr nach seinem Abschluss im Jahr 2009 wurde er als Ersatz für Tony Hollings, der sich in der Saison schwer verletzt hatte, von den Berlin Adlern verpflichtet. Mit einem durchschnittlichen Raumgewinn von mehr als 7,5 Yards pro Lauf gehörte er zu den besten Runningbacks der höchsten deutschen Spielklasse GFL. Er gewann mit den Berlinern 2009 die deutsche Meisterschaft und wurde im Endspiel auch aufgrund von zwei Touchdowns zum wertvollsten Spieler gewählt. Im Spieljahr 2010 stand er in Diensten des Stadtrivalen der Adler, der Berlin Rebels, ebenfalls in der GFL.
Im Mai 2011 wechselte McCants zum Zweitligisten Hamburg Blue Devils, nachdem zuvor ein Wechsel in die kanadische Liga CFL nicht zustande gekommen war. McCants war erheblich daran beteiligt, dass den Hamburgern der Erstligaaufstieg gelang.
In der Saison 2012 spielte er bei den Düsseldorf Panther und gehörte in der GFL zu den besten Spielern auf der Runningback-Position.
Anfang Februar 2013 vermeldete die Braunschweiger Mannschaft New Yorker Lions die Verpflichtung des 1,73 Meter messenden McCants. Mit den Niedersachsen gewann er 2013, 2014, 2015, 2016 und 2019 die deutsche Meisterschaft (2009 und 2017 wurde er als bester Spieler des Endspiels ausgezeichnet) sowie 2015, 2016, 2017 und 2018 den Eurobowl. Letzteres Spiel erreichte er mit Braunschweig ebenfalls im Jahr 2014, musste sich mit seiner Mannschaft aber wie im Endspiel um die deutsche Meisterschaft 2017 geschlagen geben. Die Saison 2019, in der McCants zunächst ebenfalls in Braunschweig spielte, ehe er die Schlussphase des Spieljahres verletzt verpasste, wurde die vorerst letzte seiner Laufbahn. Er erreichte in seiner Braunschweiger Zeit 740 Punkte, wodurch er sich auf den vierten Platz in der ewigen Bestenliste der Mannschaft setzte. Seine 123 Touchdowns waren zum Zeitpunkt seines Karriereendes der drittbeste Wert der Vereinsgeschichte. Zudem erlief McCants für die Braunschweiger insgesamt 11 775 Yards. Der US-Amerikaner, der sich bereits während seiner Spielerzeit zusätzlich als Trainer in die Schulförderung des Braunschweiger Vereins einbrachte, wurde am Jahresende 2019 als neues Mitglied des Trainerstabs der Braunschweiger U19-Mannschaft vermeldet, um sich des Laufangriffs der Nachwuchsspieler anzunehmen.
In der Saison 2021 kümmerte er sich im Trainerstab der Leipzig Kings (European League of Football) um die Runningbacks.
Anfang Januar 2022 gab McCants zur Saison 2022 seine Rückkehr als Spieler bekannt, in der er bei den Leipzig Kings sowohl als Runningback als auch als Coach fungierte. Mit Juli 2022 vermeldete Braunschweig McCants’ Rückkehr als Spieler.

### Statistiken
| Saison                                                 | Team                | Laufspiel  | Laufspiel  | Laufspiel  | Laufspiel  |            | Passspiel  | Passspiel  | Passspiel  | Passspiel  |            | Kick Returns | Kick Returns | Kick Returns | Kick Returns |            | Punt Returns | Punt Returns | Punt Returns | Punt Returns |
| Saison                                                 | Team                | Att        | Yds        | Avg        | TD         | Rec        | Yds        | Avg        | TD         | Ret        | Yds        | Avg          | TD           | Ret          | Yds          | Avg        | TD           |              |              |              |
| GFL / GFL2                                             | GFL / GFL2          | GFL / GFL2 | GFL / GFL2 | GFL / GFL2 | GFL / GFL2 | GFL / GFL2 | GFL / GFL2 | GFL / GFL2 | GFL / GFL2 | GFL / GFL2 | GFL / GFL2 | GFL / GFL2   | GFL / GFL2   | GFL / GFL2   | GFL / GFL2   | GFL / GFL2 | GFL / GFL2   | GFL / GFL2   | GFL / GFL2   | GFL / GFL2   |
| ------------------------------------------------------ | ------------------- | ---------- | ---------- | ---------- | ---------- | ---------- | ---------- | ---------- | ---------- | ---------- | ---------- | ------------ | ------------ | ------------ | ------------ | ---------- | ------------ | ------------ | ------------ | ------------ |
| 2009                                                   | Berlin Adler        | 118        | 895        | 7,6        | 9          |            | 21         | 248        | 11,8       | 1          |            | 6            | 91           | 15,2         | 0            |            | 1            | 23           | 23,0         | 0            |
| 2010                                                   | Berlin Rebels       | 155        | 874        | 5,6        | 8          | 18         | 200        | 11,1       | 1          | 12         | 325        | 27,1         | 0            | 2            | 77           | 38,5       | 0            |              |              |              |
| 2011                                                   | Hamburg Blue Devils | 61         | 617        | 10,1       | 8          | 8          | 87         | 10,9       | 2          | –          | –          | –            | –            | –            | –            | –          | –            |              |              |              |
| 2012                                                   | Düsseldorf Panther  | 189        | 1.773      | 9,4        | 20         | 13         | 279        | 21,5       | 2          | 9          | 250        | 27,8         | 1            | –            | –            | –          | –            |              |              |              |
| 2013                                                   | New Yorker Lions    | 242        | 1.970      | 8,1        | 18         | 31         | 331        | 10,7       | 1          | 15         | 425        | 28,3         | 1            | –            | –            | –          | –            |              |              |              |
| 2014                                                   | New Yorker Lions    | 149        | 1.180      | 7,9        | 19         | 25         | 320        | 12,8       | 0          | 16         | 448        | 28,0         | 1            | 14           | 262          | 18,7       | 0            |              |              |              |
| 2015                                                   | New Yorker Lions    | 184        | 1.335      | 7,3        | 19         | 14         | 68         | 4,9        | 1          | 14         | 491        | 35,1         | 2            | 4            | 112          | 28,0       | 0            |              |              |              |
| 2016                                                   | New Yorker Lions    | 128        | 905        | 7,1        | 19         | 14         | 141        | 10,1       | 0          | 11         | 347        | 31,5         | 1            | 1            | 12           | 12,0       | 0            |              |              |              |
| 2017                                                   | New Yorker Lions    | 247        | 1.706      | 6,9        | 17         | 17         | 189        | 11,1       | 3          | 8          | 225        | 28,1         | 0            | –            | –            | –          | –            |              |              |              |
| 2018                                                   | New Yorker Lions    | 114        | 787        | 6,9        | 7          | 11         | 145        | 13,2       | 1          | 15         | 461        | 30,7         | 1            | 12           | 121          | 10,1       | 0            |              |              |              |
| 2019                                                   | New Yorker Lions    | 57         | 350        | 6,1        | 2          | 1          | 5          | 5,0        | 0          | 12         | 272        | 22,7         | 0            | 6            | 105          | 17,5       | 0            |              |              |              |
| 2022                                                   | New Yorker Lions    | 22         | 319        | 5,8        | 3          | 5          | 75         | 15,0       | 0          | –          | –          | –            | –            | –            | –            | –          | –            |              |              |              |
| GFL Gesamt                                             | GFL Gesamt          | 1.666      | 12.711     | 7,6        | 140        | 178        | 2.088      | 11,7       | 12         | 118        | 3.335      | 28,3         | 7            | 40           | 712          | 17,8       | 0            |              |              |              |
| European League of Football                            |                     |            |            |            |            |            |            |            |            |            |            |              |              |              |              |            |              |              |              |              |
| 2022                                                   | Leipzig Kings       | 11         | 35         | 3,2        | 0          |            | 2          | 12         | 6,0        | 0          |            | 4            | 53           | 13,3         | 0            |            | –            | –            | –            | –            |
| ELF Gesamt                                             | ELF Gesamt          | 11         | 35         | 3,2        | 0          | 2          | 12         | 6,0        | 0          | 4          | 53         | 13,3         | 0            | 0            | 0            | 0          | 0            |              |              |              |
| Quellen: stats.gfl.info, stats.europeanleague.football |                     |            |            |            |            |            |            |            |            |            |            |              |              |              |              |            |              |              |              |              |

Anmerkung: Kickoff- und Puntregeln variieren zwischen der GFL und der ELF, weshalb die Statistiken diesbezüglich nicht miteinander zu vergleichen sind